# Maksim Bardachow
Maksim Alyaksandrovich Bardachow (Em bielorrusso: Максім Аляксандравіч Бардачоў, em russo: Максим Бордачев (Maksim Bordachev); Hrodna, 18 de junho de 1986) é um futebolista bielorrusso que atua como lateral-esquerdo. Atualmente, joga no Orenburg.

## Carreira

### Clubes
Em 10 de agosto de 2013, quando jogava no BATE Borisov, Bardachow foi emprestado ao Tom Tomsk até o final de 2014, com opção de compra. Em janeiro de 2014, o clube comprou Bardachow por 3 anos. Depois, Bardachow foi emprestado ao Rostov e ao Orenburg. Em 2017, ele assinou um contrato de dois anos e meio com o Shakhtyor Soligorsk. Em março de 2020, Bardachow foi emprestado ao Torpedo-BelAZ Zhodino.

### Internacional
Bardachow fez sua estreia internacional na Seleção Bielorrussa de Futebol em 1 de abril de 2009, em um jogo contra o Cazaquistão em uma eliminatória da Copa do Mundo. Ele marcou para a equipe nacional duas vezes - contra o Cazaquistão em outubro de 2009, e contra a Arábia Saudita em novembro do mesmo ano.

## Títulos
MTZ-RIPO Minsk
- Copa da Bielorrússia de Futebol: 2007–08

BATE Borisov
- Vysshaya Liga: 2009, 2010, 2011, 2012, 2013
- Copa da Bielorrússia de Futebol: 2009–10
- Supercopa da Bielorrússia: 2011, 2013

Shakhtyor Soligorsk
- Copa da Bielorrússia de Futebol: 2018–19